# Lythrypnus dalli
Lythrypnus dalli és una espècie de peix de la família dels gòbids i de l'ordre dels perciformes que es troba des de Morro Bay (Califòrnia, Estats Units) fins a l'Illa Guadalupe (Península de Baixa Califòrnia, Mèxic).
Els mascles poden assolir els 6,4 cm de longitud total.